# Квинарий
Квинарий (лат quinarius, съдържащ 5 единици) е малка римска сребърна монета, равняваща се на половин денарий.
Квинарий започнало да се сече през 269 пр.н.е. и монетата се равнявала на 5 медни аса. През 217 пр.н.е. стойността ѝ вече е 8 аса. Квинарий се сече спорадично до 3 век